# Kallistion
Kallistion oder Kallistos (bzw. lateinisch Callistio oder Callistus) war ein spätantiker römischer Militär, Beamter und Dichter. Er schrieb ein episches Gedicht über den Kaiser Julian in altgriechischer Sprache, von dem jedoch nur ein einzelnes indirektes Zitat erhalten ist.

## Überlieferung

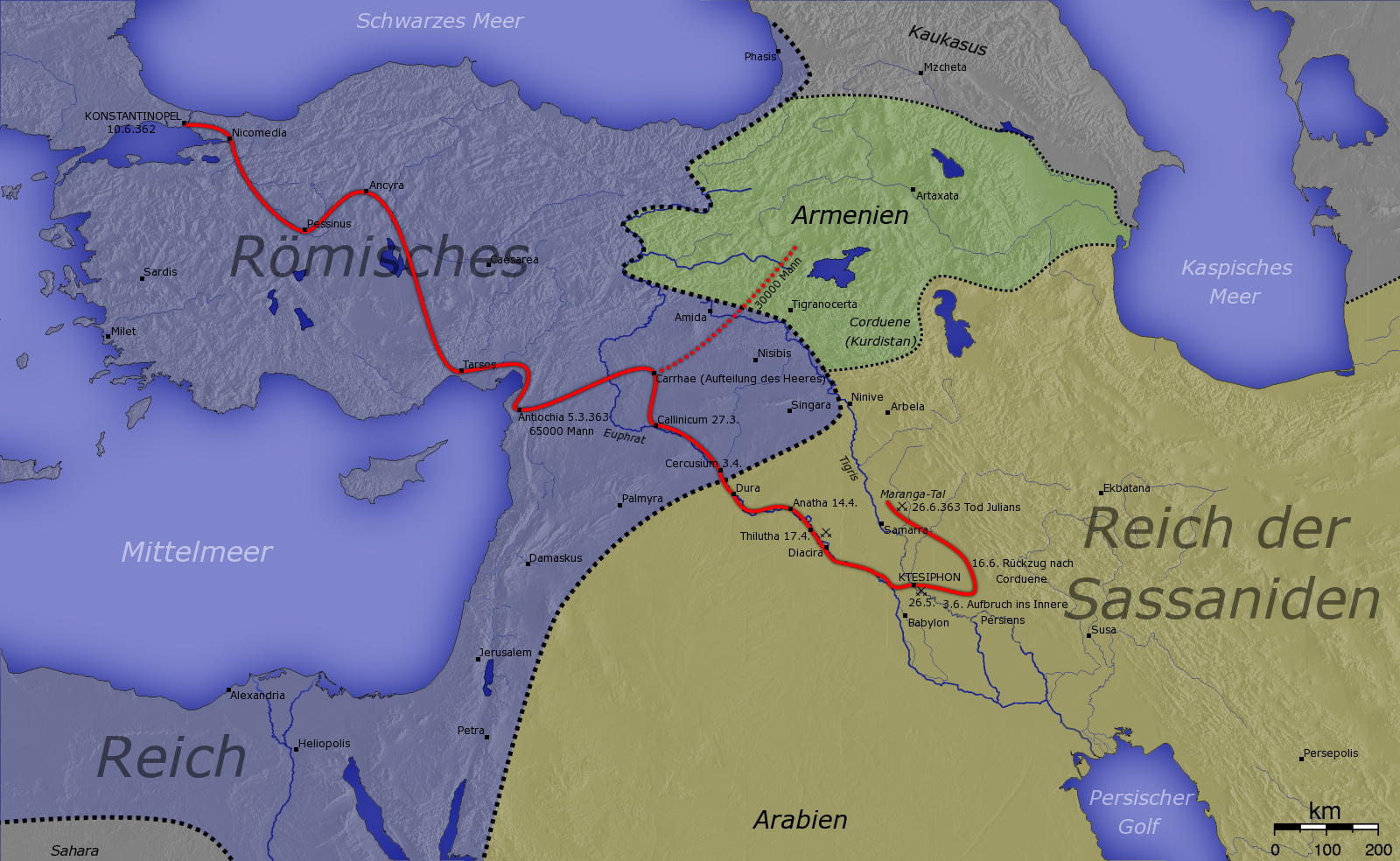
Julians Persienfeldzug, an dem auch Kallistos/Kallistion teilnahm und den er in seinem Epos besang

Der Kirchenhistoriker Sokrates Scholastikos (5. Jahrhundert) erwähnt in seiner Erzählung des Todes des Kaisers Julian auf dessen Persienfeldzug (26. Juni 363) einen Kallistos, der beim Tod des Kaisers in dessen Leibgarde als protector domesticus diente. Dieser Kallistos habe später in einem epischen Gedicht die Taten Julians gefeiert. Den Tod Julians durch eine Kriegswunde habe Kallistos dem Wirken eines Dämons zugeschrieben.
Dieser Kallistos scheint nach Julians Tod als assessor in die Dienste des Prätorianerpräfekten des Ostens, Saturninius Secundus Salutius, getreten zu sein, denn aus dem April/Juni 364 ist ein Brief des Redners Libanios an einen Kallistion erhalten, der üblicherweise mit Kallistos identifiziert wird. Libanios bat Kallistion in diesem Brief, bei seinem Vorgesetzten Salutius ein gutes Wort für Libanios’ Freund Arsenios einzulegen, der offenbar bei einer Neuverteilung von Ämtern und Würden übergangen worden war. Libanios zitiert dabei Homers Ilias und vergleicht Kallistion mit Meriones sowie Salutius mit Idomeneus, was anzeigt, dass Kallistion in einem ähnlichen Verhältnis zu Salutius stand wie Meriones zu Idomeneus. In diesem Zusammenhang ruft er auch Apollon und die Musen an, „die deine epischen Verse inspiriert haben“. Zu dieser Zeit scheint also Kallistions Gedicht bereits geschrieben worden zu sein und Libanios vorgelegen zu haben. Ob ein weiterer, nicht direkt einem Empfänger zuordenbarer Brief des Libanios an Kallistion gerichtet ist, wie Otto Seeck annahm, ist unklar.
Kallistions Epos war einer von mehreren von Teilnehmern von Julians Persienfeldzug hinterlassenen Berichten. Auch Julians Arzt Oreibasios sowie die Offiziere Magnus von Karrhai, Eutychianos und Ammianus Marcellinus veröffentlichten Berichte aus erster Hand. Julians Biograph Joseph Bidez schreibt Kallistion mit einigen anderen das „Verdienst“ zu, „ihren früheren Herrn nicht als Verworfenen behandelt zu haben“. Es lässt sich aufgrund seiner Assoziation mit Julian, Salutius und Libanios, die alle den alten römischen Kulten anhingen, vermuten, dass auch Kallistion kein Christ, sondern „Heide“ war. Ob Kallistion außer von Sokrates Scholastikos auch noch von anderen antiken Historikern benutzt wurde, etwa für den ausführlichen Bericht des Ammianus Marcellinus, der uns erhalten ist, ist auf der Basis nur eines Fragments kaum zu sagen. Auch der Historiker Zosimos, der um 500 schrieb, erwähnt Poeten, die Julian verarbeitet haben; aber ob er sich auch auf Kallistion bezieht, ist unmöglich zu klären. Jedenfalls hatte Libanios offenbar Kallistions Gedicht gelesen; vielleicht verwendete er es auch für seine eigenen rhetorischen Werke über Leben und Tod des Kaisers Julian.
Auch bei Michael dem Syrer, einem mittelalterlichen Chronisten, wird Kallistos erwähnt. Hier wird er nicht nur als Autor einer Geschichte Julians, sondern auch einer Geschichte Jovians (Nachfolger Julians 363–364) bezeichnet. Allerdings ist unklar, woher Michael seine Informationen hat.

## Ausgaben/Übersetzungen
- Bruno Bleckmann, Carlo Scardino: Panegyrische Zeitgeschichte des 4. und 5. Jahrhunderts (= Kleine und fragmentarische Historiker der Spätantike). Schöningh, Paderborn 2023.
- Anthony Kaldellis: Kallistion (223). In: Brill’s New Jacoby (BNJ). Teil II. Herausgegeben von Ian Worthington. Brill, Leiden 2009 (doi:10.1163/1873-5363_bnj_a223).
- Felix Jacoby: Kallistion (223). In: Felix Jacoby: Die Fragmente der griechischen Historiker (FGrHist). Band 2, Weidmann, Berlin 1926–1930 (doi:10.1163/1873-5363_boj_a223).